# 모로역
모로역(일본어: 毛呂駅, もろえき)은 일본 사이타마현 이루마군 모로야마정에 있는 동일본 여객철도(JR동일본) 하치코 선의 역이다.

## 타는 곳
| 1 | ■하치코 선 | 고마카와・（하치오지）방면                |
| 2 | ■하치코 선 | 오고세・오가와마치・요리이・다카사키 방면 |

## 인접역
동일본 여객철도
■하치코 선 (비전철구간)
고마카와 - 모로 - 오고세